# 荒砥城 (出羽国)
荒砥城（あらとじょう）は、出羽国置賜郡（山形県西置賜郡）白鷹町荒砥甲にあった日本の城（平山城）。城跡は1989年（平成元年）4月5日付で白鷹町指定史跡に指定されている。

## 概要
八乙女城山（標高212メートル）の山頂から山腹にかけて築かれた荒川氏の居城である。戦国時代には伊達氏の支配下にあり、最上領と隣接する「境目の城」として重要視された。江戸時代には米沢藩五支城の一に数えられて重臣が城主（のち役屋将）を務め、八乙女周辺を統治した。

## 遺構・復元施設
- 八乙女神社 - 階段の途中には井戸跡もある。
- 「荒砥城（八乙女城）址と八乙女神社」碑
- 空堀跡
- 三の丸跡 - 学校跡地に建造の「荒砥地区コミュニティセンター」入り口になっている。
- 二の丸跡 - 帯曲輪が現存。
- 本丸跡 - 神社本殿から、もう一段登った場所に位置し、春には桜が咲く。

### 周辺施設・関連資料ほか
- 荒砥駅前の案内板 - 荒砥城下のイラスト地図。

## 交通
- 山形鉄道フラワー長井線・荒砥駅から徒歩5分
- 東北中央自動車道・山形上山ICから約40分
  - 公民館に駐車可能